# Hyleoza confusa
Hyleoza confusa är en skalbaggsart som beskrevs av Tavakilian och Maria Helena M. Galileo 1991. Hyleoza confusa ingår i släktet Hyleoza och familjen långhorningar. Inga underarter finns listade i Catalogue of Life.